# おはよう!とちぎの朝
おはよう!とちぎの朝（おはよう！とちぎのあさ）は、とちぎテレビで平日の朝に放送している地域情報番組である。2016年4月4日放送開始。

## 概要
前番組である朝の情報番組『NEWSとちぎの朝』をリニューアルして2016年4月より放送が開始された。県内のニュース（主に前日に『5じはんLIVE @home』→『イブニング6Plus』や『とちテレニュースLIFE』で放送された内容を踏襲）や交通情報、天気予報で構成される。番組テーマソングは地元出身のサトウヒロコによる。
2017年4月から放送時間が30分縮小された。
2018年3月30日をもって放送終了。この番組をもって1999年4月の開局以来19年間「朝生とちぎ」から続いた平日朝のワイド番組枠は事実上終了し、後番組は6:50～7:00の「とちテレニュースモーニング」として10分の定時スポットニュース・天気枠に大幅縮小となる。

## 出演者
| 月・火   | 水       | 木・金   |          |
| -------- | -------- | -------- | -------- |
| 田﨑好美 | 田﨑好美 | 片山侑紀 |          |
| 仁科美咲 | 柴田紗帆 | 柴田紗帆 | 柴田紗帆 |